# Sociedad Hullera y Metalúrgica de Belmez
La Sociedad Hullera y Metalúrgica de Belmez (en francés: Compagnie Houillère et Métallurgique de Belmez, o CHMB) fue una empresa minera de capital francés que operó durante el siglo XIX en la cuenca carbonífera de Peñarroya-Belmez, en España. Tras ser una de las principales empresas del sector, acabaría siendo anexionada por la Sociedad Minera y Metalúrgica de Peñarroya.

## Historia
La empresa fue fundada en París en 1865 con el fin de explotar las minas «El Terrible» y «El Hoyo», situadas al norte de la provincia de Córdoba (España). Estos yacimientos se encontraban situados en la cuenca de Peñarroya-Belmez, que poseía importantes reservas de carbón. La sede central de la sociedad se encontraba sita en el n.º 12 de la parisina plaza Vendôme.
Para 1880 la Hullera de Belmez era la principal extractora de carbón de la zona y había levantado varios centros industriales. En sus primeros tiempos la empresa también estuvo muy ligada a la Compañía de los Caminos de Hierro de Ciudad Real a Badajoz (CRB), a la cual suministraba carbón con el que alimentar a su parque de locomotoras. De hecho, la CRB dispuso desde 1868 de un ramal ferroviario que le permitía acceder a las minas de Belmez. Esta relación se mantuvo hasta 1880, cuando la CRB fue anexionada por la compañía MZA. Ante aquella situación, en 1881 la CHMB unió fuerzas con la Casa Rothschild y ambas acordaron la creación de la Sociedad Minera y Metalúrgica de Peñarroya (SMMP), para consolidar su posición en la zona. Desde ese momento la CHMB se centró en la explotación de las cuencas carboníferas. A comienzos de la década de 1890 la CHMB había visto reducidos sus beneficios, frente al creciente auge de la compañía «Peñarroya». Paradójicamente, a pesar de que originalmente esta había sido fundada como una «hermana menor» de la CHMB, el 23 de junio de 1893 se acordó la absorción de la Hullera de Belmez por SMMP.